# L'amore devi seguirlo
L'amore devi seguirlo è un album  di  Nada, pubblicato nel 2016.

## Descrizione
L'album nasce partendo da alcune sperimentazioni di Nada al computer, utilizzando il programma Garage band. Il disco vede la partecipazione di musicisti quali Jack Tormenta, Max Larocca, Antonio Gramentieri, Francesco Giampaoli, Tommy Lomax, Diego Sapignoli, Jude Del Rey, Max Webster, Alfonso Santimone.
L'album segna una svolta intimista e minimale per la cantante, in cui vengono affrontati temi a lei cari, dal femminismo alla violenza sulle donne, dal misticismo alla politica, da cui vengono estratti tre singoli: Non sputarmi in faccia, La bestia e La canzone dell'amore.
È stato pubblicato in un'unica edizione, in formato CD ed LP su etichetta SANTERIA, con numero di catalogo SAN 090 ed è stato anche pubblicato in digitale e per le piattaforme streaming.

## Tracce
1. Aprite le città
2. Una pioggia di sale
3. La canzone dell'amore
4. Fin che tu vorrai
5. Non sputarmi in faccia
6. L'estate sul mare
7. Non capisci più
8. La bestia
9. Ballata triste
10. All'aria aperta